# شعبان الفارس (فلم)
شعبان الفارس فيلم مصري إنتاج عام 2008.
تاريخ عرض الفيلم يوافق ثاني أيام عيد الأضحى لسنة 1429 هـ.

## قصة الفيلم
تدور أحداث الفيلم حول أب يشعر بالضعف في حياته ويري ذلك في عين ابنه. ويحاول ان يثبت له شجاعته وحبه له فيشترك له في برنامج تليفزيوني بعنوان «الفارس الأول» حتي لا يفقد ثقة ابنه فيه ويذهب يوم المسابقة ويركب عن طريق الخطأ سيارة تتجه إلي ارتكاب جريمة. ويظن الأب ان الأحداث ضمن البرنامج التليفزيوني وينفذالمطلوب منه إلي أن يكتشف الحقيقة ويقوم بدوره البطولي حقيقة ويكسب الجائزة وثقته بنفسه وابنه .

## الممثلون
- أحمد آدم
- جومانا مراد
- انتصار
- أحمد السعدني
- علاء مرسي
- لطفي لبيب
- ضياء عبد الخالق
- غسان مطر
- هادي خفاجة
- ساندي
- أحمد التهامي

## روابط خارجية
- مقالات تستعمل روابط فنية بلا صلة مع ويكي بيانات